# Amt Plessa
Das Amt Plessa ist ein 1992 gebildetes Amt in Brandenburg, in dem sich anfangs sieben Gemeinden in den damaligen Kreisen Bad Liebenwerda und Finsterwalde (ab 1993 Landkreis Elbe-Elster, Brandenburg) zu einem Verwaltungsverbund zusammengeschlossen hatten. Der Amtssitz ist in der Gemeinde Plessa. Durch Gemeindezusammenschlüsse und Eingliederungen besteht das Amt derzeit aus vier Gemeinden.

## Geographische Lage
Das Amt Plessa liegt im südlichen Teil des Landkreises Elbe-Elster in Brandenburg (Deutschland). Es grenzt im Norden an das Amt Elsterland, im Nordosten an die amtsfreie die Stadt Finsterwalde, im Osten an die amtsfreie Stadt Lauchhammer (Landkreis Oberspreewald-Lausitz), im Südosten an das Amt Ortrand, im Süden an das Amt Schradenland und im Westen an die amtsfreien Städte Elsterwerda und Bad Liebenwerda.

## Gemeinden und Ortsteile
Das Amt Plessa verwaltet derzeit vier Gemeinden:
- Gorden-Staupitz mit den Ortsteilen Gorden und Staupitz
- Hohenleipisch mit dem Ortsteil Dreska
- Plessa mit den Ortsteilen Döllingen und Kahla
- Schraden

## Geschichte
Am 13. Juli 1992 erteilte der Minister des Innern des Landes Brandenburg seine Zustimmung zur Bildung des Amtes Plessa. Als Zeitpunkt des Zustandekommens des Amtes wurde der 21. Juli 1992 festgelegt. Das Amt hatte seinen Sitz in der Gemeinde Plessa und bestand zunächst aus sieben Gemeinden in den damaligen Kreisen Bad Liebenwerda und Finsterwalde:
1. Döllingen
2. Gorden
3. Hohenleipisch
4. Kahla
5. Plessa
6. Schraden
7. Staupitz

Zum 31. Dezember 2001 wurden die Gemeinden Döllingen und Kahla in die Gemeinde Plessa eingegliedert.
Zum 31. Dezember 2001 schlossen sich die Gemeinden Gorden und Staupitz zur neuen Gemeinde Gorden-Staupitz zusammen.

## Bevölkerungsentwicklung
| Jahr | Einwohner |
| ---- | --------- |
| 1992 | 8 210     |
| 1995 | 8 339     |
| 2000 | 8 136     |
| 2005 | 7 504     |
| 2010 | 6 671     |
| 2015 | 6 240     |

| Jahr | Einwohner |
| ---- | --------- |
| 2020 | 5 974     |
| 2021 | 5 920     |
| 2022 | 5 965     |
| 2023 | 5 897     |
| 2024 | 5 796     |

 Gebietsstand des jeweiligen Jahres, Einwohnerzahl: Stand 31. Dezember, von 2011 bis 2021 auf Basis des Zensus 2011, ab 2022 auf Basis des Zensus 2022 

## Politik

### Amtsdirektor
- 1993–2016: Manfred Drews[10]
- seit 2017: Göran Schrey

Schrey wurde am 7. Juli 2016 durch den Amtsausschuss für acht Jahre zum Amtsdirektor gewählt und trat sein Amt am 1. Januar 2017 an. Am 22. Juli 2024 wurde er durch den Amtsausschuss für eine weitere Amtszeit wiedergewählt.

### Wappen
Das Wappen wurde am 7. November 1994 genehmigt.
Blasonierung: „Geviert von Silber und Rot; Feld 1: ein irdener schwarzer Henkelkrug mit Tülle, Feld 2: ein silbernes Mühlrad, Feld 3: zwei aufrechte leicht gewinkelte silberne Ähren, Feld 4: schräggekreuzt schwarzer Hammer und Schlägel.“

## Belege
1. ↑  Bevölkerungsstand im Land Brandenburg Dezember 2024 (Fortgeschriebene amtliche Einwohnerzahlen, basierend auf dem Zensus 2022) (Hilfe dazu).
2. ↑  Plessa | Service Brandenburg. Abgerufen am 2. Mai 2024.
3. ↑  Bildung der Ämter Gartz/Oder, Bad Liebenwerda, Mühlberg/Elbe, Plessa, Märkische Schweiz, Premnitz, Rüdersdorf, Scharmützelsee, Steinhöfel/Heinersdorf Elsterland, Kleine Elster und Falkenberg Uebigau. Bekanntmachung des Ministers des Innern vom 21. Juli 1992. Amtsblatt für Brandenburg - Gemeinsames Ministerialblatt für das Land Brandenburg, 3. Jahrgang, Nummer 54, 31. Juli 1992, S. 970/1.
4. ↑  Eingliederung der Gemeinde Döllingen in die Gemeinde Plessa. Bekanntmachung des Ministeriums des Innern vom 15. November 2001. Amtsblatt für Brandenburg Gemeinsames Ministerialblatt für das Land Brandenburg, 12. Jahrgang, 2001, Nummer 50, Potsdam, den 11. Dezember 2001, S. 851 PDF
5. ↑  Eingliederung der Gemeinde Kahla in die Gemeinde Plessa. Bekanntmachung des Ministeriums des Innern vom 15. November 2001. Amtsblatt für Brandenburg Gemeinsames Ministerialblatt für das Land Brandenburg, 12. Jahrgang, 2001, Nummer 50, Potsdam, den 11. Dezember 2001, S. 851 PDF
6. ↑  Bildung der neuen Gemeinde Gorden-Staupitz. Bekanntmachung des Ministeriums des Innern vom 19. Dezember 2001. Amtsblatt für Brandenburg Gemeinsames Ministerialblatt für das Land Brandenburg, 12. Jahrgang, 2001, Nummer 52, Potsdam, den 27. Dezember 2001, S. 891 PDF
7. ↑  Historisches Gemeindeverzeichnis des Landes Brandenburg 1875 bis 2005. Landkreis Elbe-Elster. S. 12–13
8. ↑  Bevölkerung im Land Brandenburg von 1991 bis 2017 nach Kreisfreien Städten, Landkreisen und Gemeinden, Tabelle 7
9. ↑  Amt für Statistik Berlin-Brandenburg (Hrsg.): Statistischer Bericht A I 7, A II 3, A III 3. Bevölkerungsentwicklung und Bevölkerungsstand im Land Brandenburg (jeweilige Ausgaben des Monats Dezember)
10. ↑  Zwei Denkmale begleiten Drews. Plessas Amtsdirektor seit 20 Jahren im Dienst. In: Lausitzer Rundschau, 8. Januar 2013.
11. ↑  Amtsblatt 7/2016 vom 13.7.2016 S.3
12. ↑  Amtsblatt 9/2024 vom 14.8.2024 S.10
13. ↑  Wappenangaben auf dem Dienstleistungsportal der Landesverwaltung des Landes Brandenburg